# Hibrid-IC

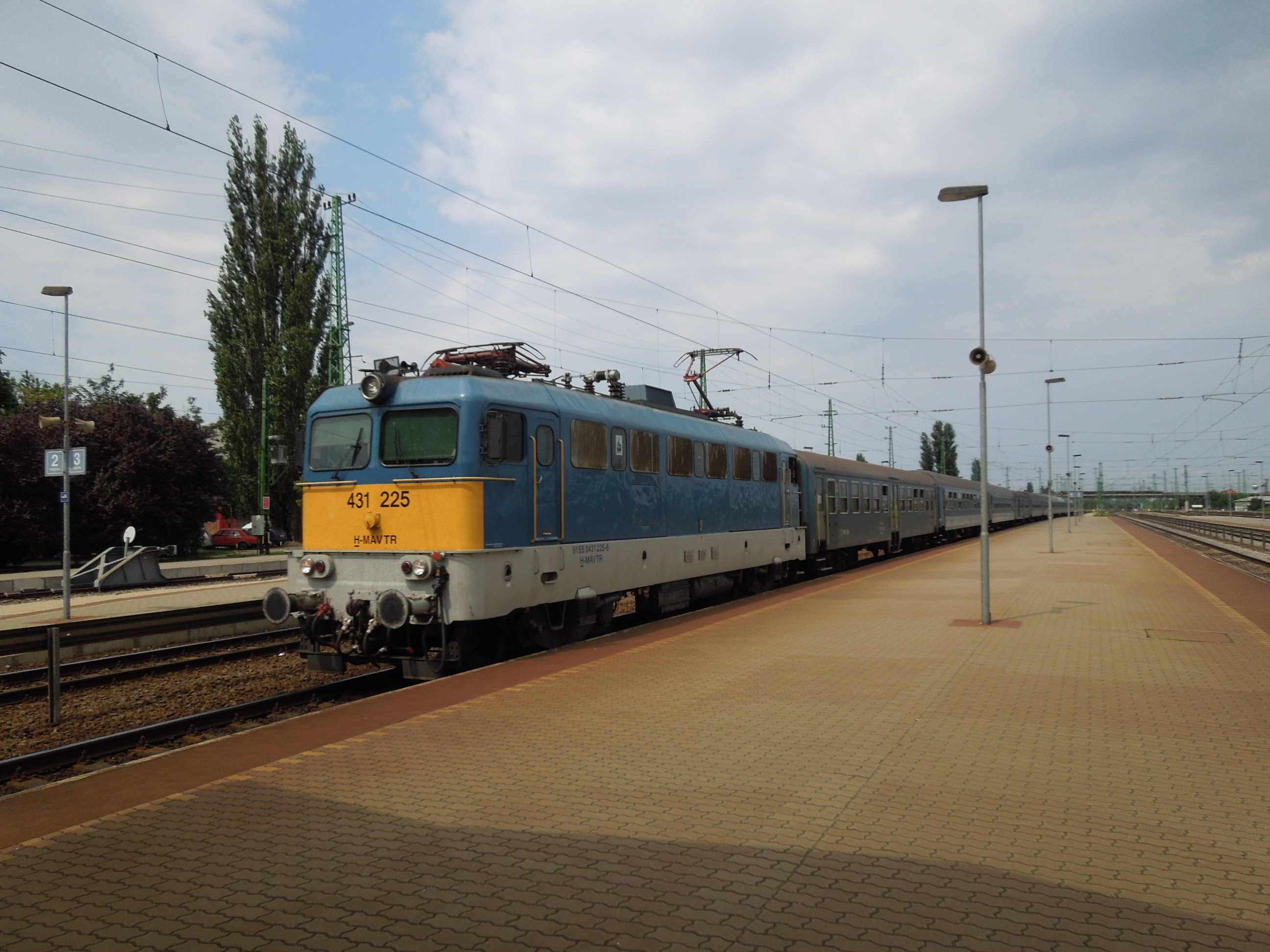
A Hibrid IC Cegléden

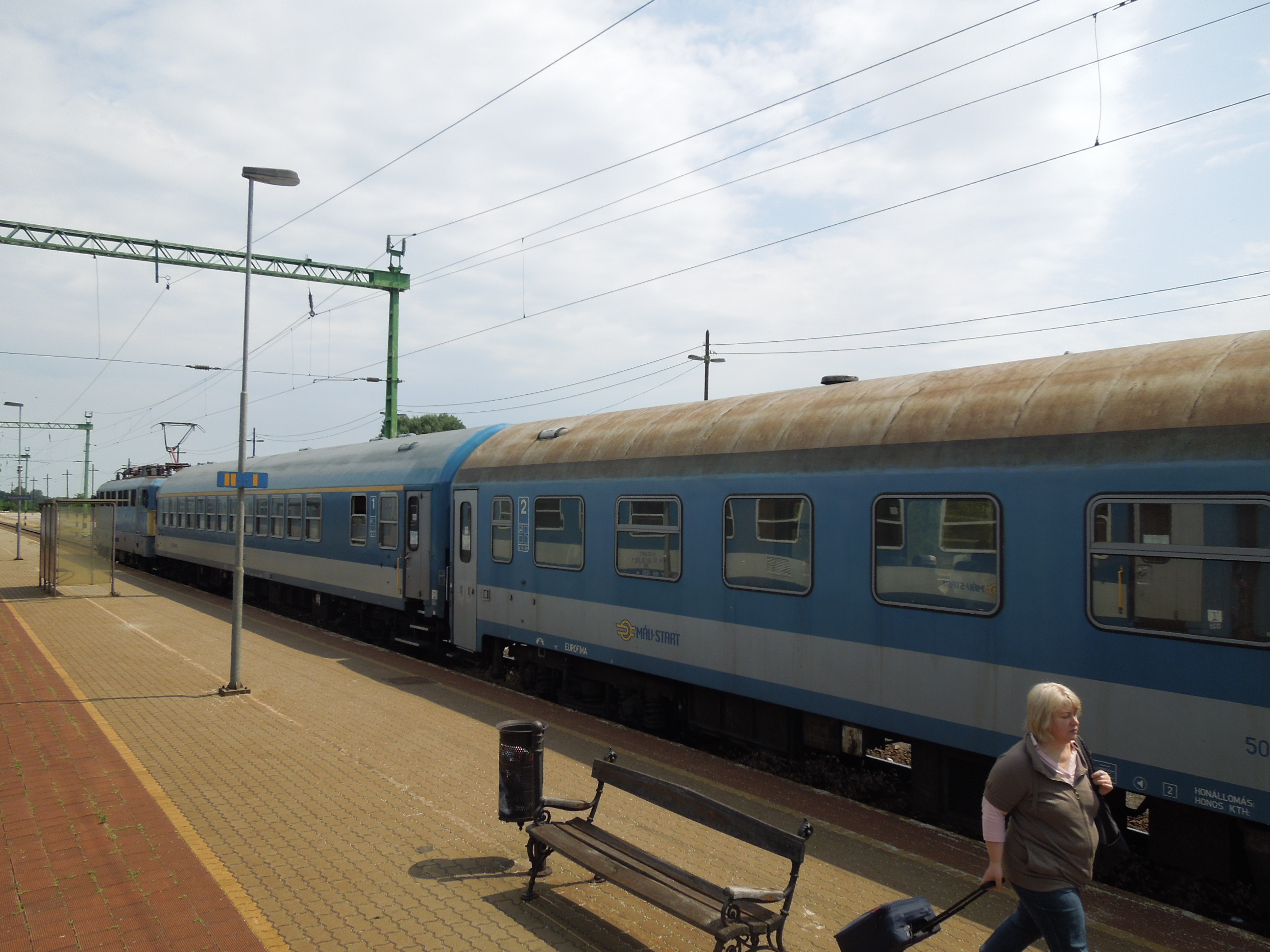
A Hibrid IC Nagykőrösön, jól látható az ARp sorozatú komfortkocsi, mint első osztályú IC-kocsi

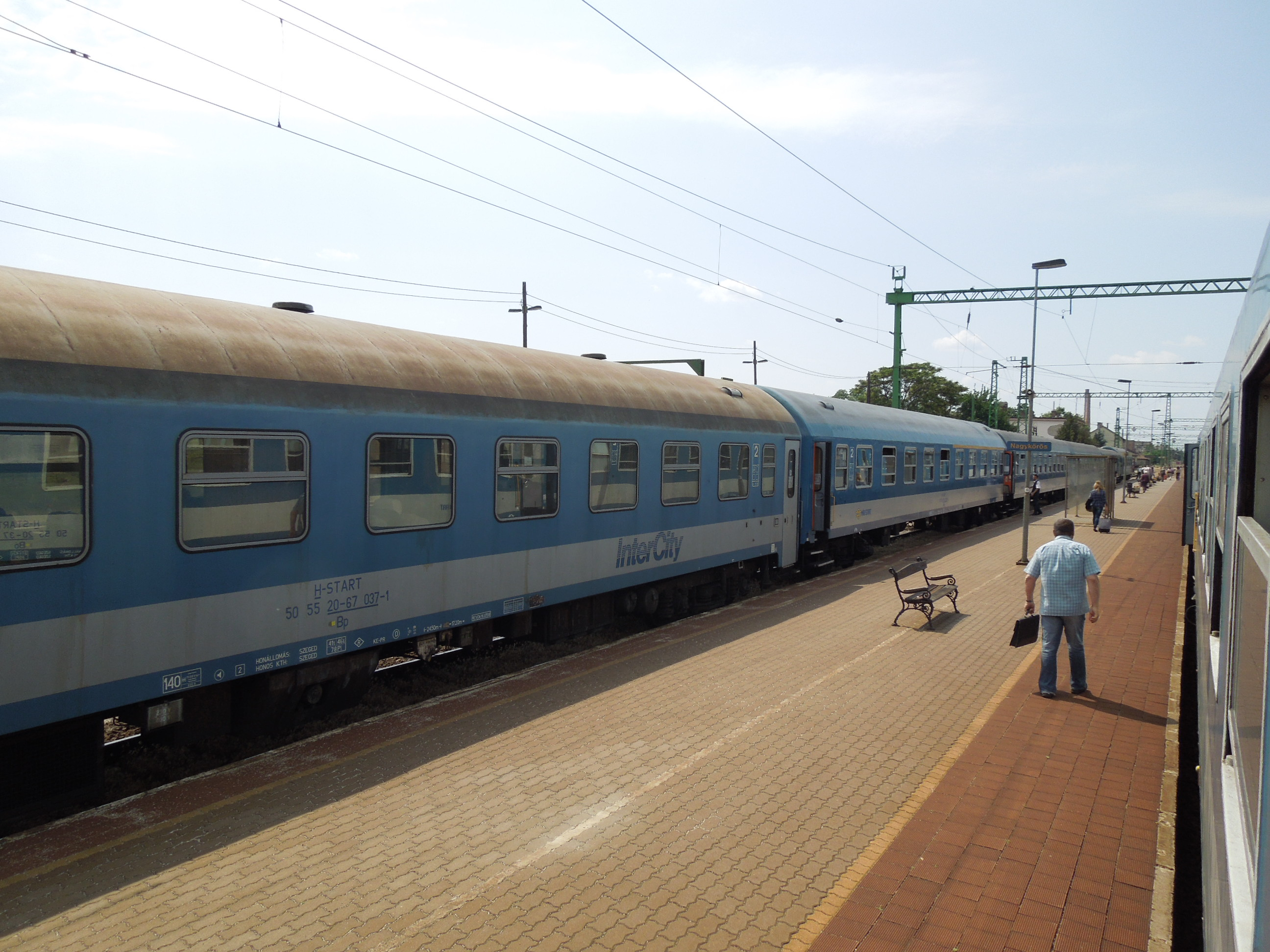
A Hibrid IC Nagykőrösön

A Budapest-Cegléd–Szeged-vasútvonalon 2006 decemberétől Magyarországon először egyedülálló módon InterCity kocsik mellé – helyjegy nélkül igénybe vehető – gyorsvonati kocsikat soroltak egy szerelvénybe. Ezt az összeállítást a köznyelv tréfásan „öszvérnek”, hibrid-IC-nek, illetve „hibridvonatnak” nevezte el.

## Kialakulása
A fejlesztés oka az volt, hogy Ceglédtől Szegedig a pálya végig egyvágányú (a vonattípus bevezetésének évében 2006-ban Városföld és Kiskunfélegyháza között megépült a második vágány is), és az ütemes menetrend bevezetése miatt nem lehetett óránként külön gyorsvonatokat és InterCity vonatokat is közlekedtetni a Budapest-Cegléd-Szeged viszonylaton. A Hibrid-IC-k 2006-os decemberi bevezetése után a főváros és Szeged között így egyaránt lehetőség volt óránként InterCityvel vagy gyorsvonattal is utazni (még ha ez gyakorlatilag nem óránként két pár, hanem egy összevont vonatot is jelentett). Az újdonság hatására a járatok kihasználtsága nőtt, és az utasmennyiség is jelentősen növekedett, míg az ország többi vonalán tovább csökkent. Alkalmazása a 2010-es években a magyar vasutat sújtó általános kocsihiány miatt országszerte több fővonalon is elterjedt, háttérbe szorítva ezzel a önálló InterCity és gyorsvonatokat. Hasonló "Hibrid-IC" korábban is volt, ugyanis a Corvinus IC bizonyos időszakokban Szombathely és Bécs között a Keszthely - Bécs viszonylatú gyorsvonattal egyesítve közlekedett, és akik Szombathely és Sopron között a keszthelyi vonatrészbe szálltak, azoknak nem kellett a IC-felárat megfizetni.

## Szerelvény összeállítás
A szerelvény összeállítása a szegedi vonalon már a kezdetben is meglehetősen vegyes volt, hiszen tartalmazott első- és másodosztályú IC kocsikat, első- és másodosztályú gyorsvonati kocsikat, étkezőkocsit és kerékpárszállító kocsit. Egyes vonatoknál az első osztályú IC-kocsi ún. ARp sorozatú komfortkocsi. Az étkezőkocsi szolgáltatás 2012-től szünetelt az összes szegedi IC járaton egészen 2022. október 1-ig.

## Története
- 2010-től a nyári időszakban már Budapest-Keszthely között is találunk hibrid vonatokat.
- 2012-ben a 100-as vonal felújítása idején a Nyíregyházára közlekedő InterCity vonatok között is találunk hibrid vonatokat. 2012. december 9-én életbe lépett új vasúti menetrend pedig további viszonylatokon is bevezette a vegyes összeállítású szerelvényeket: így ettől a naptól kezdve Budapest-Eger és Budapest-Békéscsaba-Lőkösháza közt is Hibrid-IC közlekedik.[5] Itt a szerelvény felújított Bhv kocsikból ("Posta-Bhv") és egy IC kocsiból áll.
- 2013-tól nyári időszakban Budapest-Tapolca között is találunk hibrid vonatot Kék Hullám néven, illetve a Tapolcáról induló első Tekergő gyorsvonatnál. 2013. december 15-én életbe lépett új menetrendtől a Budapest-Siófok-Gyékényes viszonylatban közlekedő Agram IC belföldi forgalomban hibrid vonatként közlekedik.
- 2014. június 12-től a Budapest-Eger vonatok már nem továbbítanak IC kocsit, gyorsvonatként közlekednek.[6]
- 2016. június 18-tól a Budapest-Békéscsaba-Lőkösháza vasútvonalon közlekedő belföldi, Viharsarok, Békés, Csanád, Alföld és Nóniusz InterCity vonatok megszűnnek, helyettük gyorsvonatok közlekednek. Megmarad a Hibrid IC a romániába közlekedő nemzetközi IC vagonokhoz csatolt gyorsvonati kocsikkal, melyek Budapest és Lőkösháza között közlekednek. Ezek a vonatok: Ister EuroNight, Körös IC, Traianus IC és Transsylvania IC.
- 2016. szeptember 17-től a Budapest-Békéscsaba-Lőkösháza vasútvonalon újra közlekednek belföldi hibrid-IC vonatok Budapest felé: Viharsarok, Békés és Csanád; Lőkösháza felé Békés és Alföld néven. Továbbá szintén közlekednek a Romániába közlekedő nemzetközi vonatok is.[7]
- 2018-tól a 80a vonal felújítása miatt a Miskolc-Nyíregyházára közlekedő IC vonatok között is találunk hibrid vonatokat.
- 2019. április 7-től a Zalaegerszeg-Budapest viszonylatú Hetés IC is hibrid vonatként közlekedik. December 15-től pedig a Budapest-Déli pályaudvar-Székesfehérvár-Szombathely/Zalaegerszeg viszonylatú gyorsvonatok, valamint a Budapest-Keleti pályaudvar-Kaposvár-(Gyékényes) viszonylatú IC-k is hibrid vonatként közlekednek. A Budapest-Déli pályaudvar-Szombathely viszonylatú gyorsvonatok egységesként  Bakony InterCity néven közlekednek, illetve a Budapest-Déli pályaudvar-Zalaegerszek viszonylatú gyorsvonatok és IC-k egységesként  Göcsej InterCity néven közlekednek.
- 2020. augusztus 31-től a Budapest-Déli pályaudvar-Nagykanizsa-(Gyékényes)/Keszthely viszonylatú gyorsvonatok is hibrid vonatként közlekednek. Szeptember 28-tól a Budapest-Déli pályaudvar-Nagykanizsa/Keszthely viszonylatú gyorsvonatok egységesként  Tópart  és Balaton InterCity néven közlekednek.  December 13-tól a Budapest-Keleti pályaudvar-Békéscsaba-Lőkösháza viszonylatú gyorsvonatok és IC-k, valamint a Budapest-Keleti pályaudvar-Dombóvár-Kaposvár-(Gyékényes) IC-k is hibrid vonatként közlekednek. A Békéscsabára és Lőkösházára közlekedő IC-k és gyorsvonatok egységesként  Békés InterCity néven közlekednek.
- 2022. október 1-jétől a Budapest-Nyugati pályaudvar-Szeged viszonylatú IC-k egységesként  Napfény InterCity néven közlekednek.

## Érdekességek
- A Budapest–Szolnok–Debrecen–Nyíregyháza-vasútvonal átépítése idején a MÁV-START Zrt. csökkentette a személyvonati kínálatot a vonalon. Ebben az időben a Hibrid-IC elővárosi feladatokat is ellátott.
- Hétköznap a délelőtti órákban a vonatra kedvezményes IC-pótjegy is váltható,
- Japánban a Sinkanszen vonalakon közlekedő távolsági vonatokon szintén található helyjegy nélkül igénybe vehető kocsi

## Hibrid-IC-k
A 2023–2024-es menetrend szerint az alábbi vonatok közlekednek hibridként:
| Hibrid-IC | Útvonal | Vonatszám               | IC-kocsik                | gyorsvonati kocsik                         |
| --- | --- | ----------------------- | ------------------------ | ------------------------------------------ |
| Napfény InterCity                                                                                            | Budapest-Nyugati – Kőbánya-Kispest – Cegléd – Kecskemét – Kiskunfélegyháza – Szeged                                              | 700-737                 | ARmz (IC+), Apee és Bpee | Bd (20-37), szükség esetén Bhrv is         |
| Balaton InterCity                                                                                            | Budapest-Déli – Budapest-Kelenföld – Székesfehérvár – Siófok – Fonyód – Balatonszentgyörgy – Keszthely                           | 860-877                 | Bpee, horvát Bee         | By/Byee és Bydee                           |
| Agram és Tópart InterCity                                                                                    | Budapest-Déli – Budapest-Kelenföld – Székesfehérvár – Siófok – Fonyód – Balatonszentgyörgy – Nagykanizsa (– Zágráb)              | 201/204, 842-878        | Bpee, horvát Bee         | By/Byee és Bydee                           |
| Bakony InterCity                                                                                             | Budapest-Déli – Budapest-Kelenföld – Székesfehérvár – Veszprém – Ajka – Celldömölk – Szombathely                                 | 900-919                 | Bbdpmz (IC+), Bpmz       | By/Byee, ritkán szlovén Bl, Blv és ABeelmt |
| Göcsej InterCity                                                                                             | Budapest-Déli – Budapest-Kelenföld – Székesfehérvár – Veszprém – Ajka – Zalaszentiván – Zalaegerszeg                             | 950-967                 | Bbdpmz (IC+), Bpmz       | By/Byee, ritkán szlovén Bl, Blv és ABeelmt |
| Citadella InterCity                                                                                          | Budapest-Déli – Budapest-Kelenföld – Székesfehérvár – Veszprém – Ajka – Zalaszentiván – Zalaegerszeg – Őriszentpéter – Ljubljana | 246/247                 | Bbdpmz (IC+)             | szlovén Bl, Blv és ABeelmt                 |
| Békés InterCity                                                                                              | Budapest-Keleti – Szolnok – Mezőtúr – Gyoma – Békéscsaba (– Lőkösháza)                                                           | 741-759, 7400-7408      | Bbdpmz (IC+)             | Bd (20-37), Bhv                            |
| Béga, Fogaras, Ister, Körös, Maros, Muntenia, Traianus, Zaránd InterCity (csak Budapest és Lőkösháza között) | Budapest-Keleti – Szolnok – Mezőtúr – Gyoma – Békéscsaba – Lőkösháza – Arad – Bukarest                                           | 72-79, 370-379, 472-473 | román B6 és B11          | Bd (20-37), Bhv                            |
| Kresz Géza, Rippl-Rónai és Somogy InterCity                                                                  | Budapest-Keleti – Budapest-Kelenföld – Dombóvár – Kaposvár (– Gyékényes)                                                         | 822-829                 | Bpmz                     | By/Byee, Bydee                             |
| Zemplén InterCity                                                                                            | Budapest-Keleti – Mezőkövesd – Miskolc-Tiszai – Szerencs – Sátoraljaújhely                                                       | 501-528                 | Bpee                     | Bdmpee és Bpmee                            |
| Borsod InterCity                                                                                             | Budapest-Keleti – Füzesabony – Mezőkövesd – Miskolc-Tiszai                                                                       | 518                     | Bpee                     | Bdmpee és Bpmee                            |